# カトリック赤羽教会
カトリック赤羽教会（カトリックあかばねきょうかい）は東京都北区赤羽にあるカトリック教会。

## 教会の歴史
第二次世界大戦の敗戦後、赤羽駅前に麻袋などの製造をしていた旧日本製麻（現帝国繊維株式会社）の赤羽工場の跡地に建設された。
東京大空襲で壊滅した工場跡を、1947年にコンベンツァル聖フランシスコ修道会の管区長だったサムエル・ローゼンバイゲル神父が、アメリカからの寄付金で購入し、修道院、聖堂、幼稚園が次々に建設された。
サムエル神父は、教会記念誌に「この聖堂は私にアメリカの多くの恩人たちの愛を語りかけるように迫ってまいります。この恩人たちは、病気や老衰の苦しみの中にあっても、寄付集めをして協力してくださいました。」と語り、1976年5月18日に心臓発作で65歳の生涯を閉じるまでの37年間、一度も母国ポーランドに帰国することなく、多くの日本の神学生を司祭として巣立たたせ、日本人をこよなく愛し神の庭に導く。
1952年10月16日に教会付属の学校法人・聖コルベ学園聖母の騎士幼稚園が設立され、多くの卒園児を送り出している。
カトリック赤羽教会の正式名称は「被昇天の聖母カトリック赤羽教会」と言う。被昇天の聖母という用語は、無原罪の母であり、終生処女であったマリアが地上の生活が終わった後、肉体が霊魂と共に昇天したことを言い、それは神によって啓示された真理であるという教義に基づいている。
夏休み最後の日曜日に『カトリック赤羽教会チャリティーコンサート』を開催し収益金の総てをアジア・アフリカ・東日本大震災で被災した子どもたちの支援金としている。

## 所在地
〒115-0045　東京都北区赤羽2-1-12　

## ギャラリー

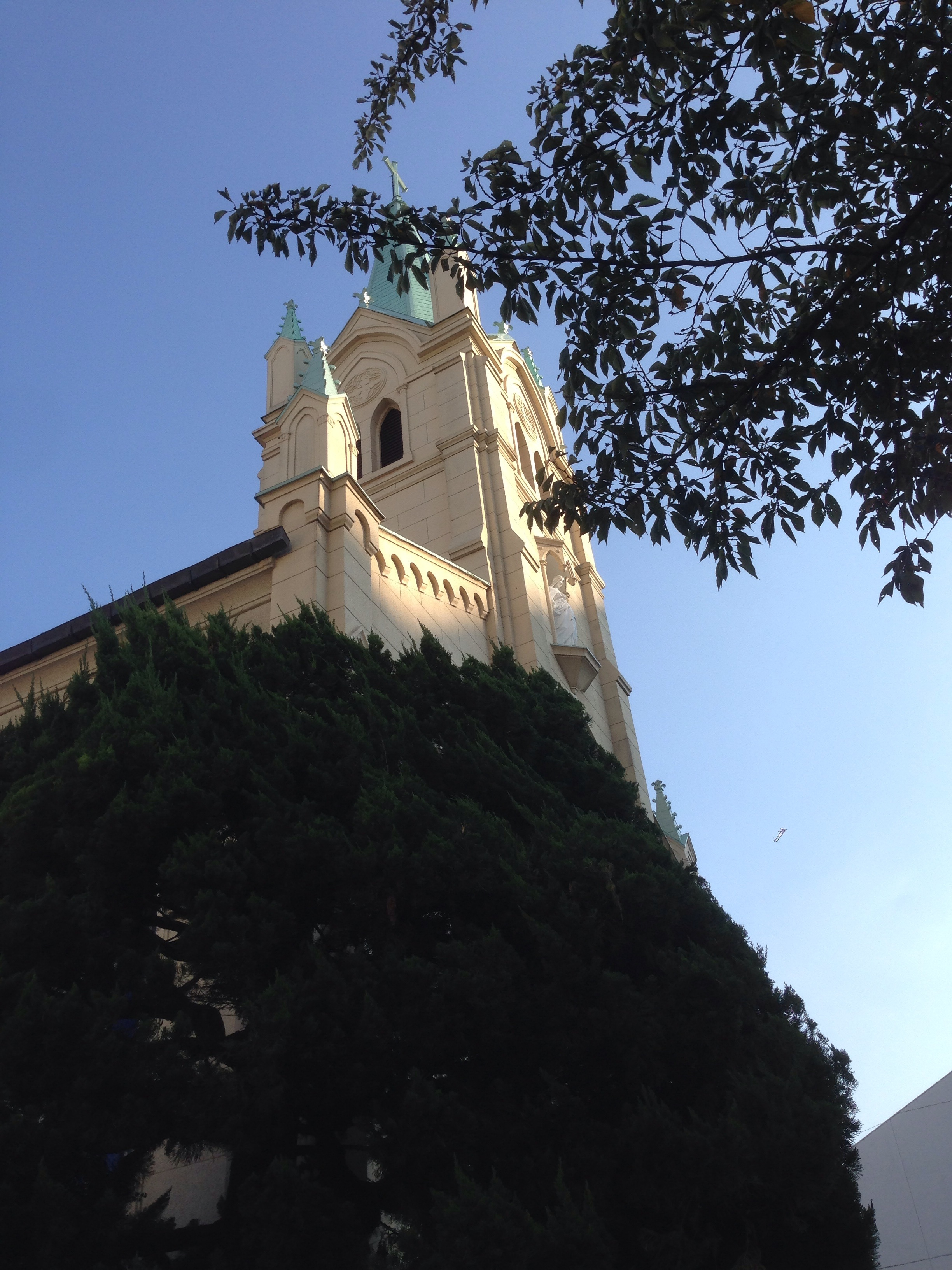
青い空と聖堂
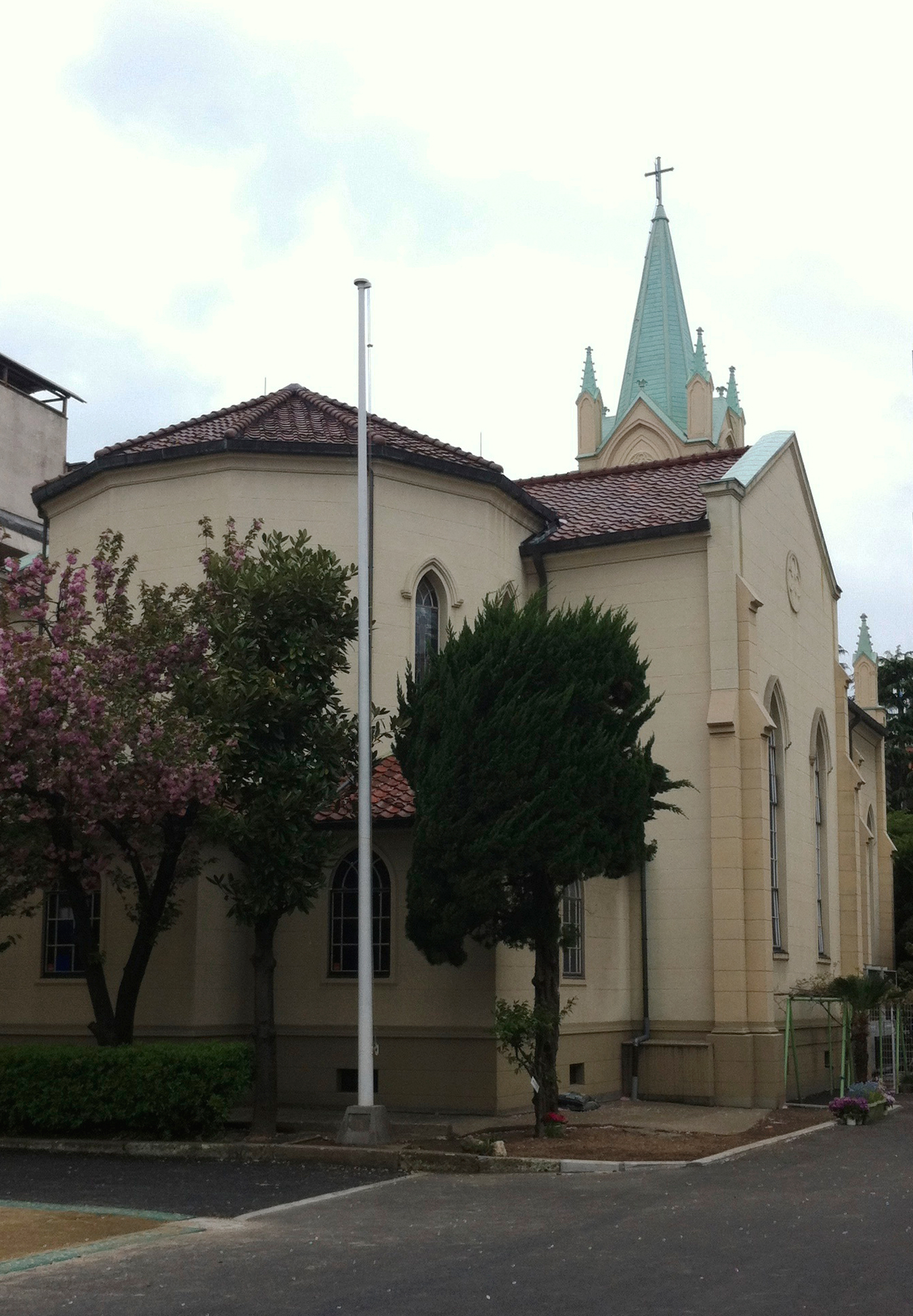
聖母の騎士幼稚園から見る聖堂
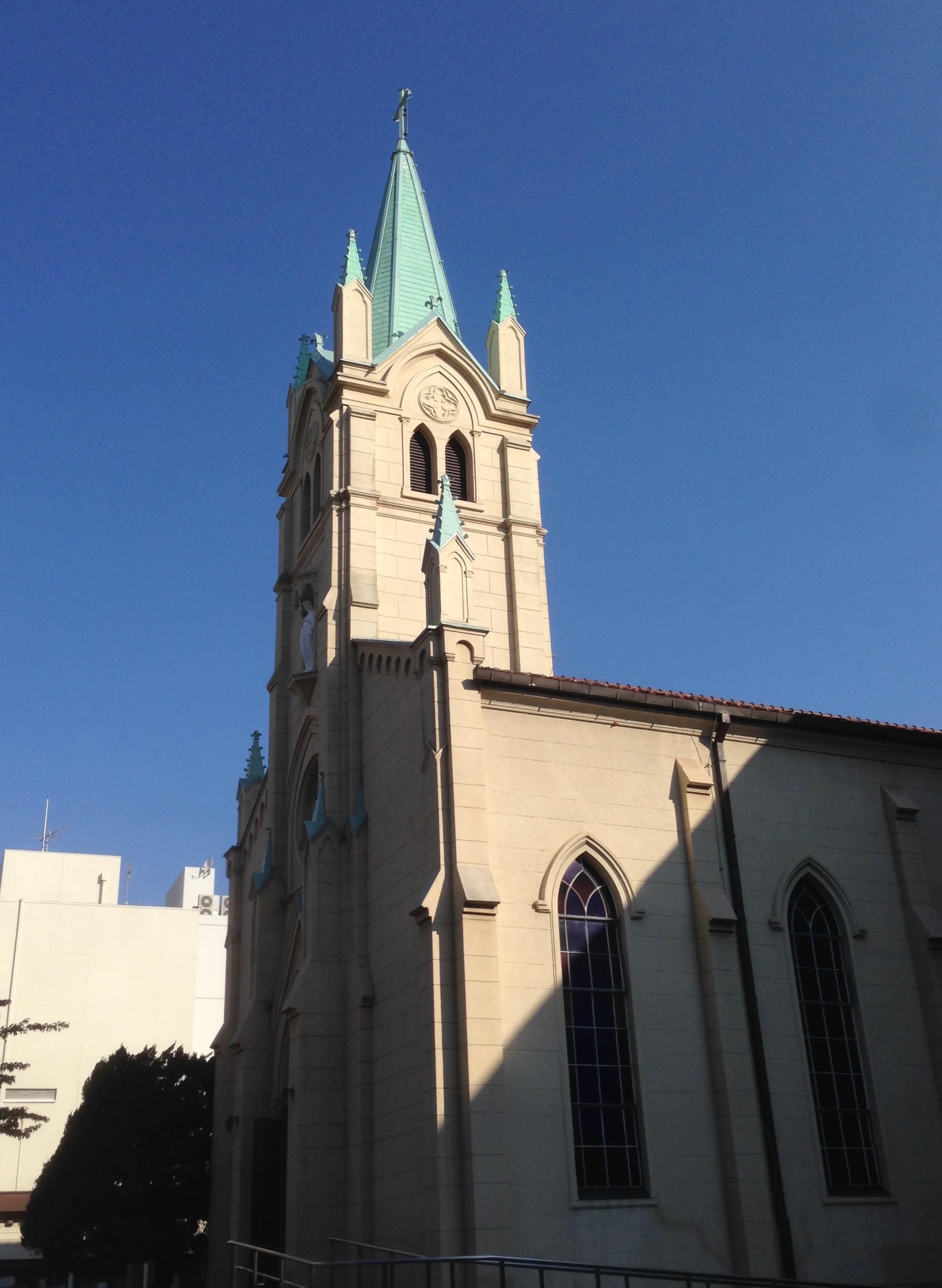
秋空と聖堂